# Atletiek op de Paralympische Zomerspelen 2024 - 100 m mannen T38
De 100 meter voor mannen klasse T38 op de Paralympische Zomerspelen 2024 vond plaats op 31 augustus in het Stade de France. Deze klasse is voor atleten met cerebrale parese Deze atleten hebben de lichtste vorm van beperking veroorzaakt door cerebrale parese, vaak slechts in één ledemaat, welke geen invloed heeft op het vermogen om te lopen, wandelen of springen, maar wel op de prestaties. T38 atleten kunnen last hebben van kleine coördinatieproblemen.  De winnaar van 2020 was Thomas Young uit Groot Brittanië. Hij werd in 2024 opgevolgd door de Amerikaan Jaydin Blackwell. Zijn landgenoot Ryan Medrano behaalde het zilver en de bronzen medaille was voor Juan Campas uit Colombia.

## Records
Voorafgaand aan het toernooi waren dit de wereldrecords en Paralympische records.
| Wereldrecord        | Verenigde Staten Jaydin Blackwell | 10.72 | Miramar        | 20 juli 2024      |
| Paralympisch record | China Hu Jianwen                  | 10.74 | Rio de Janeiro | 13 september 2016 |

## Finale
| Rang   | Baan | Naam             | Naam | Tijd  | Bijz. |
| ------ | ---- | ---------------- | ---- | ----- | ----- |
| Goud   | 4    | Jaydin Blackwell | USA  | 10.64 | WR    |
| Zilver | 6    | Ryan Medrano     | USA  | 10.97 | PB    |
| Brons  | 9    | Juan Campas      | COL  | 10.99 | PB    |
| 4      | 5    | Thomas Young     | GBR  | 11.00 |       |
| 5      | 7    | Dimitri Jozwicki | FRA  | 11.13 |       |
| 6      | 2    | Santiago Solís   | COL  | 11.17 | PB    |
| 7      | 8    | Nick Mayhugh     | USA  | 11.37 |       |
| 8      | 1    | Ali Al-Rikabi    | IRQ  | 11.48 | PB    |
| 9      | 3    | Zhou Peng        | CHN  | 11.94 |       |